# ATLAS (detektor)

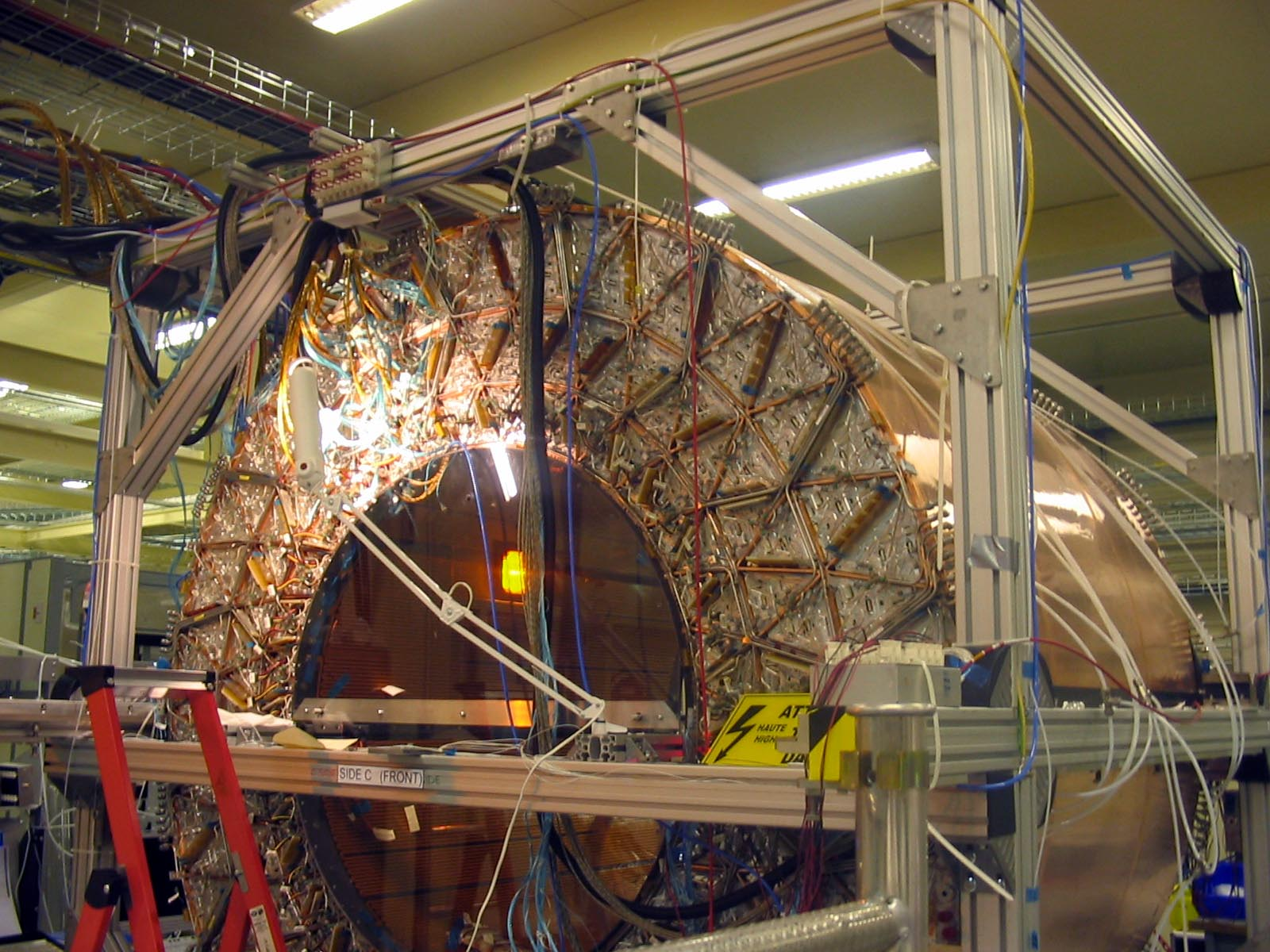
Detektor ATLAS

ATLAS (ang. A Toroidal LHC ApparatuS) – jeden z siedmiu detektorów w akceleratorze cząstek LHC w ośrodku CERN. 
Projekt detektora jak i całego eksperymentu został przedstawiony w 1994. Budowę rozpoczęto w 1995, akcelerator został uruchomiony w 2008.
ATLAS jest z założenia detektorem ogólnego zastosowania, podczas zderzania wiązek protonów jest bardziej skupiony na wyłapaniu największego spektrum produktów kolizji niż detekcji konkretnych rodzajów cząstek. 
W poprzednim akceleratorze LEP lub w Fermilabie korzystającym z Tevatronu zastosowano podobne rozwiązanie, mające głównie na celu wykrycie i identyfikację jak największej ilości cząstek powstałych, jednak z racji użytych w akceleratorze energii detektor ATLAS to konstrukcja bezprecedensowa.